# Benjamin Brown
Pour les articles homonymes, voir Benjamin Brown (homonymie) et Brown.
Benjamin Gene ("Benny") Brown (né le 27 septembre 1953 à San Francisco - mort le 1er février 1996) est un athlète américain spécialiste du 400 mètres.
Il obtient plusieurs places d'honneurs lors des Championnats des États-Unis d'athlétisme, se classant notamment troisième du 400 m en 1973 et cinquième en 1974 et 1976. Il remporte le titre universitaire NCAA en 1975. Sélectionné pour les Jeux olympiques d'été de 1976, Benjamin Brown remporte la médaille d'or du relais 4 × 400 mètres aux côtés de Herman Frazier, Fred Newhouse et Maxie Parks, finalistes quelques jours plus tôt de l'épreuve individuelle. L'équipe des États-Unis établit le temps de 2 min 58 s 65 et devance finalement la Pologne et la République fédérale d'Allemagne.

## Palmarès
| Date | Compétition     | Lieu     | Place | Discipline |
| ---- | --------------- | -------- | ----- | ---------- |
| 1976 | Jeux olympiques | Montréal | 1er   | 4 × 400 m  |